# Turn Blue
Turn Blue is het achtste studioalbum van de Amerikaanse bluesrockband The Black Keys. Het album werd door de band zelf geproduceerd, in samenwerking met co-producer Danger Mouse en werd uitgebracht bij het platenlabel Nonesuch. 
Het album werd aangekondigd door een tweet van oud-bokser Mike Tyson en een serie van cryptische filmpjes op YouTube, met daarin een hypnotiseur. Fever werd eind maart 2014 uitgebracht als leadsingle van het album. Het album bereikte in zowel de VS als in Australië voor het eerst de eerste positie in de albumlijsten, wat het album tot eerste nummer één hit van The Black Keys maakt. 
Na voorganger El Camino is dit het vierde album van de band waarbij samen werd gewerkt met Danger Mouse. Deze samenwerking bleek er goed te verlopen; El Camino werd het grootste commerciële succes van de band tot dan toe en hierop werd dan ook besloten nogmaals met Danger Mouse in zee te gaan.
The Black Keys namen het leeuwendeel van Turn Blue op in de Sunset Sound Studios in Hollywood vanaf juli-augustus 2013. Aanvullende opnames vonden plaats bij Key Club in Benton Harbor en in Auerbach's eigen studio, Easy Eye Sound Studio in Nashville (Tennessee) begin 2014. De opnamesessies vielen samen met de echtscheiding van Auerbach en diens vrouw, waardoor veel van de songteksten hierop gebaseerd zijn. Dit resulteert in melancholischer en minder up-beat nummers dan de voorganger, El Camino. Het album vertoont invloeden van de psychedelische rock en soul, waardoor het album verder afwijkt van het rauwe bluesrockverleden van de band. 

## Tracklisting
| 1.                 | "Weight of Love"      | 6:50 |
| 2.                 | "In Time"             | 4:28 |
| 3.                 | "Turn Blue"           | 3:42 |
| 4.                 | "Fever"               | 4:06 |
| 5.                 | "Year in Review"      | 3:48 |
| 6.                 | "Bullet in the Brain" | 4:15 |
| 7.                 | "It's Up to You Now"  | 3:10 |
| 8.                 | "Waiting on Words"    | 3:37 |
| 9.                 | "10 Lovers"           | 3:33 |
| 10.                | "In Our Prime"        | 3:38 |
| 11.                | "Gotta Get Away"      | 3:02 |
| Totale duur: 45:09 |                       |      |